# Galería de ladrones de la capital

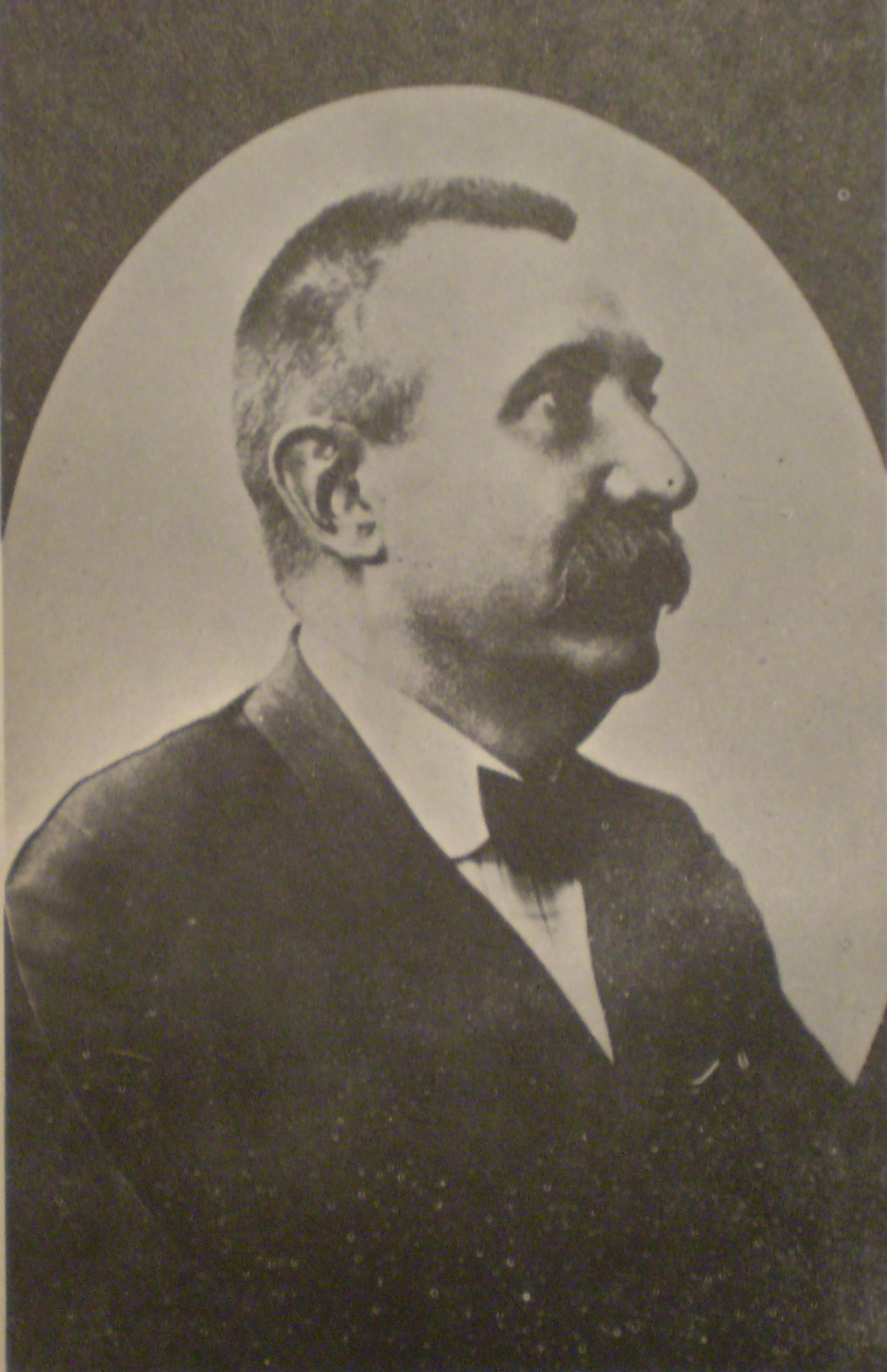
Fray Mocho

Galería de ladrones de la capital es una obra escrita por el periodista, escritor y policía argentino José Sixto Álvarez, conocido como Fray Mocho, en su labor de funcionario policial.
La obra tenía un carácter institucional, el mismo era "fijar, por medio de la fotografía y la palabra, la identidad de doscientos ladrones, con el fin de que pudieran ser reconocidos en la calle por todos los agentes policiales".
Su elaboración es fruto de la preocupación por parte del jefe de la Policía de la Capital, actualmente Policía Federal Argentina, Aureliano Cuenca sobre los "ladrones que transitaban fluidamente la ruta atlántica que unía Río de Janeiro con Montevideo y Buenos Aires", proponiendo así a su par de la Banda Oriental medidas conjuntas.
Esta obra en español, publicada en el año 1887, describe en 200 fichas a personas identificadas como delincuentes, conjuntamente con sus descripciones y antecedentes.
La Galería fue elaborada en una etapa fundadora del estado argentino y publicada por la Imprenta del Departamento de Policía de la Ciudad.
José S. Álvarez era el comisario de pesquisas y elabora este documento en dos tomos ante el requerimiento por parte del Coronel Aureliano Cuenca.
Esta obra ha sido utilizada para otras creaciones, como es el caso del pintor argentino Alberto Bali, quien pasó los retratos de la obra al óleo y así creó la "Galería de ladrones de Buenos Aires", a partir de 160 retratos descriptos por Mocho.
Actualmente, la obra puede ser accedida en la Biblioteca Digital de la Suprema Corte de Justicia de la Provincia de Buenos Aires.

## Datos de las fichas
La obra cuenta con los siguientes datos:
- Retrato
- Datos del sujeto: nombre completo, edad y estado civil
- Aspectos fisonómicos: color de ojos, color de pelo, tipo de barba y estatura
- Delitos y juzgados

## Análisis académico de la obra
En la labor historiográfica publicada por la Universidad Nacional de La Plata titulada "La galería de ladrones de la Capital de José S. Álvarez, 1880-1887" se puede acceder a una selección de las 200 fichas, donde se encuentra un estricto ordenamiento de estas fichas de delincuentes conocidos.
La obra de Fray Mocho es incluso analizada desde distintos enfoques más allá de su fin propio de la seguridad, ya que actualmente es un material de análisis desde la perspectiva antropológica. Así se destaca el trabajo académico "El 'oscuro' mundo del delito en Buenos Aires. Negritud y mirada policial en la Galería de ladrones de la Capital (1880-1887)", el cual realiza un análisis estadístico de la información disponible en este documento de gran valor histórico.